# Задвір'я (Бещадський повіт)
Задві́р'я (пол. Zadwórze) — село в Польщі, у гміні Устрики-Долішні Бещадського повіту Підкарпатського воєводства. Колишнє бойківське село, у рамках договору обміну територіями 1951 року все українське населення насильно переселено. Населення — 59 осіб (2011).

## Розташування
Село знаходиться за 7 км на південний схід від адміністративного центру ґміни Устрик-Долішніх і за 87 км на південний схід від адміністративного центру воєводства Ряшева, за 5 км від державного кордону з Україною, при воєводській дорозі № 896.

## Історія
До 1772 року належало до Перемишльської землі Руського воєводства.
У 1772—1918 роках село було у складі Австро-угорської монархії, у провінції Королівство Галичини та Володимирії. У 1895 році село належало до Ліського повіту, у селі нараховувалося 24 будинки і 167 жителів, з них 153 греко-католики, 2 римо-католики і 12 юдеїв.
У 1919—1939 роках — у складі Польщі. Село належало до Ліського повіту Львівського воєводства, у 1934—1939 роках входило до складу ґміни Чорна. На 1 січня 1939 року в селі мешкало 320 осіб, з них 290 українців-греко-католиків, 15 українців-римокатоликів і 15 євреїв, греко-католики належали до парафії Гошів Устрицького деканату Перемишльської єпархії УГКЦ.
З 1939 до 1951 село відносилось до Нижньо-Устрицького району Дрогобицької області, у рамках договору обміну територіями 1951 року все українське населення насильно виселене у село Яковлівка (Олександрівський район, Сталінська область, УРСР), на їх місце переселено поляків.
У 1975—1998 роках село належало до Кросненського воєводства.

## Демографія
Демографічна структура станом на 31 березня 2011 року:
|          | Загалом | Допрацездатний вік | Працездатний вік | Постпрацездатний вік |
| -------- | ------- | ------------------ | ---------------- | -------------------- |
| Чоловіки | 31      | 6                  | 20               | 5                    |
| Жінки    | 28      | 6                  | 14               | 8                    |
| Разом    | 59      | 12                 | 34               | 13                   |